# Vasco da Gama (Schiff, 2000)
Die Vasco da Gama ist einer der größten Hopperbagger der Welt. Das von VOSTA LMG International entworfene Schiff wurde im Jahr 2000 von den Nordseewerken in Emden für das belgische Wasserbauunternehmen Jan de Nul Group gebaut.
Das Schiff war bei der Errichtung der Palminseln von Dubai im Einsatz. Von 2010 bis 2012 war der Bagger unter chinesischer Flagge als Da Jia Ma für die CCCC Tianjin Dredging Company in Tianjin in Fahrt (Bareboat-Charter). Seit 2018 fährt das Schiff unter der Flagge von Belgien für Jan de Nul.

## Technische Daten
Die Vasco da Gama hat eine Länge von 201,4 m und eine Breite von 36,2 m. Bei einem Tiefgang von 14,6 m hat sie eine Tragfähigkeit von rund 59.000 Tonnen. Der Laderaum fasst 33.000 m³. Angetrieben wird das Schiff von zwei Motoren mit je 14.700 kW. Die Saugpumpen leisten 2×4.500 kW. Um das Ladegut an Land zu spülen, sind Löschpumpen mit 16.000 kW Leistung eingebaut. Die maximale Saugtiefe beträgt 140 Meter. Das Saugrohr hat einen Durchmesser von 1,4 m. An Bord sind Unterkünfte für 44 Personen vorhanden.
Zum Entladen stehen drei Möglichkeiten zur Verfügung:
- Entladen durch Öffnen der Bodenklappen
- Entladen über eine Pipeline, die am Schiff angekoppelt wird
- oder direktes Aufspülen mit der Wasserkanone am Bug des Schiffes.

## Weblink
- Technische Daten des Schiffes (PDF, 353 kB)